# Unbreakable – The Greatest Hits Volume 1
Unbreakable - The Greatest Hits Vol. 1 là album thứ tư và album Greatest hits đầu tiên của nhóm nhạc đến từ Ai-len Westlife, phát hành 11 tháng 11 năm 2002. Nó đạt vị trí #1 ở Anh và #66 ở Úc, bán được gần 1,4 triệu bản riêng ở Anh. Đây cũng là album có mặt lâu nhất trên các bảng xếp hạng của nhóm. Đây là album bán chạy nhất thứ 9 ở Anh năm 2002.
Album gồm có những đĩa đơn hit trước đó của họ cùng với 6 bài hát mới, như "How Does It Feel", "Written in the Stars" và "Love Takes Two". Ca khúc hit của họ, "Flying Without Wings" đã được thu âm lại với sự góp mặt của Cristian Castro và ngôi sao đến từ Hàn Quốc BoA, và đã có trong phiên bản châu Á và Tây Ban Nha của album, tách riêng làm bonus tracks. Đĩa đơn đầu tiên được phát hành của album là "Unbreakable", một đĩa đơn #1 ở Anh. Đĩa đơn thứ hai, "Tonight/Miss You Nights" đạt vị trí #3 ở Anh.

## Danh sách bài hát
| STT          | Tên bài hát                                             | Danh sách nhóm sản xuất                                                                          | Thời lượng |
| ------------ | ------------------------------------------------------- | ------------------------------------------------------------------------------------------------ | ---------- |
| 1            | "Swear It Again (Radio Edit)"                           | Steve Mac Viết bởi Steve Mac, Wayne Hector                                                       | 4:07       |
| 2            | "If I Let You Go (Radio Edit)"                          | David Kreuger, Per Magnusson Viết bởi Jörgen Elofsson, Per Magnusson, David Kreuger              | 3:41       |
| 3            | "Flying Without Wings"                                  | Steve Mac Viết bởi Steve Mac, Wayne Hector                                                       | 3:36       |
| 4            | "I Have A Dream (Remix)"                                | Dan Frampton, Pete Waterman, John Holliday, Trevor Steel Viết bởi B. Andersson, B. Ulvaeus       | 4:15       |
| 5            | "Fool Again (2000 Remix)"                               | David Kreuger, Per Magnusson Viết bởi Jörgen Elofsson, Per Magnusson, David Kreuger              | 3:40       |
| 6            | "Against All Odds (Take A Look At Me Now)"              | Mariah Carey, Steve Mac Viết bởi Phil Collins Hát cùng với Mariah Carey                          | 3:21       |
| 7            | "My Love (Radio Edit)"                                  | David Kreuger, Per Magnusson Viết bởi Jörgen Elofsson, Pelle Nylén, David Kreuger, Per Magnusson | 3:53       |
| 8.1          | "I Lay My Love on You" (phiên bản Quốc tế)              | David Kreuger, Per Magnusson Viết bởi Jörgen Elofsson, Per Magnusson, David Kreuger              | 3:29       |
| 8.2          | "What Makes a Man (Single Mix)" (phiên bản Anh/Ireland) | Steve Mac                                                                                        | 3:32       |
| 9            | "Uptown Girl (Radio Edit)"                              | Steve Mac Viết bởi Billy Joel                                                                    | 3:07       |
| 10           | "Queen of My Heart (Radio Edit)"                        | Steve Mac Viết bởi McLaughlin, Robson, Mac, Hector                                               | 4:19       |
| 11           | "World of Our Own (U.S. Mix)"                           | Ted Jensen, Steve Mac, Andy Zulla, Stevie 2 Bars Viết bởi Mac, Hector                            | 3:32       |
| 12           | "Bop Bop Baby"                                          | Steve Mac Viết bởi McFadden, Filan, Murphy, O'Brien                                              | 4:30       |
| 13           | "When You're Looking Like That (Single Remix)"          | Rami Yacoub Viết bởi Rami, Andreas Carlsson, Max Martin                                          | 3:54       |
| 14           | "Unbreakable (Single Remix)"                            | Steve Mac Viết bởi Jörgen Elofsson, John Reid                                                    | 4:33       |
| 15           | "Written In The Stars"                                  | David Stenmarck, Nick Jarl Viết bởi Nick Jarl, David Stenmarck, Andreas Carlsson                 | 4:10       |
| 16           | "How Does It Feel"                                      | Steve Mac Viết bởi McFadden, Filan, Romdhane, Larossi                                            | 4:19       |
| 17           | "Tonight"                                               | Steve Mac Viết bởi S. Mac, W. Hector, Jörgen Elofsson                                            | 4:32       |
| 18           | "Love Takes Two"                                        | Steve Mac Viết bởi S. Mac, W. Hector                                                             | 3:49       |
| 19           | "Miss You Nights"                                       | Steve Mac Viết bởi Dave Townsend                                                                 | 3:22       |
| Bonus Tracks |                                                         |                                                                                                  |            |
| 20.1         | "Flying Without Wings" (phiên bản châu Á)               | Steve Mac Viết bởi Steve Mac, Wayne Hector Hát cùng với BoA                                      | 3:36       |
| 20.2         | "Flying Without Wings" (Phiên bản Mexico)               | Steve Mac Viết bởi Steve Mac, Wayne Hector Hát cùng với Cristian Castro                          | 3:36       |

## Trên các bảng xếp hạng
| Quốc gia    | Vị trí đạt được | Chứng nhận  |
| ----------- | --------------- | ----------- |
| UK          | 1               | 4x Bạch kim |
| Ireland     | 1               |             |
| Philippines | 1               |             |
| Thụy Điển   | 2               | Bạch kim    |
| Hà Lan      | 3               |             |
| Đan Mạch    | 4               |             |
| New Zealand | 4               |             |
| Đức         | 7               |             |
| Na Uy       | 10              |             |
| Áo          | 14              |             |
| Thụy Sĩ     | 14              |             |
| Bỉ          | 27              |             |

## The Greatest Hits Tour
The Greatest Hits Tour là tour diễn 62 ngày vòng quanh nước Anh và châu Âu, từ ngày 13 tháng 4 đến 25 tháng 7 năm 2003. Đây là tour diễn lớn nhất của nhóm tính đến thời điểm này.

### Danh sách bài hát
- When You're Looking Like That
- If I Let You Go
- Tonight
- Flying Without Wings
- My Love
- Bop Bop Baby
- Queen of My Heart
- To Be With You
- I Get Around
- Do You Love Me
- Twist & Shout
- Great Balls Of Fire
- Kiss
- Fool Again
- Swear It Again
- Written In The Stars
- Unbreakable
- Uptown Girl
- What Makes a Man
- World Of Our Own

## Album Video
Một DVD đã được phát hành, có chứa một cuộc phỏng vấn với nhóm nhạc và các video âm nhạc của họ từ 1999-2002.

### Danh sách bài hát
01. Swear It Again

02. If I Let You Go

03. Flying Without Wings

04. I Have A Dream

05. Seasons In The Sun

06. Fool Again

07. Against All Odds

08. My Love

09. What Makes A Man

10. Uptown Girl

11. When You're Looking Like That

12. I Lay My Love On You

13. Queen Of My Heart

14. Angel

15. World Of Our Own

16. World Of Our Own (phiên bản Hoa Kỳ)

17. Bop Bop Baby

18. Unbreakable

19. Swear It Again (phiên bản Hoa Kỳ)
Các chức năng đặc biệt trong DVD
- Các Clip của Westlife trước khi họ nổi tiếng